# Шейх Хомат
Шейх Хомат (перс. شيخ خماط) — село в Ірані, остані Хузестан, шахрестані Шуш, бахші Шавур, дехестані Шавур. За даними перепису 2006 року, його населення становило 264 особи, що проживали у складі 39 сімей.